# انباشت و جریان

نمودار انباشت و جریان پویا

در علوم اقتصاد، تجارت، حسابداری، و حوزه‌های مرتبط اغلب میان کمیت‌هایی که انباشت (موجودی) هستند و آن‌هایی که جریان هستند تمایز قائل می‌شوند. این‌ها در واحدهای اندازه‌گیری‌شان متفاوت هستند. یک متغیر انباشت در یک زمان مشخص اندازه‌گیری می‌شود، و کمیتی را که در آن نقطه از زمان وجود دارد نشان می‌دهد، که ممکن است در گذشته جمع شده باشد. یک متغیر جریان در یک بازهٔ زمانی اندازه‌گیری می‌شود؛ بنابراین یک جریان در واحد زمان اندازه‌گیری خواهد شد (مثلاً یک سال). جریان در این معنا تقریباً مشابه نرخ یا سرعت است.
برای مثال، تولید ناخالص داخلی اسمی آمریکا به مجموعهٔ تعداد دلارهایی که در یک دورهٔ زمانی (مثلاً یک سال) خرج می‌شوند اشاره دارد؛ بنابراین آن یک متغیر جریان است و واحدهای دلار/سال را دارد. در مقابل، سرمایهٔ ذخیرهٔ اسمی آمریکا مجموع ارزش تجهیزات، ساختمان‌ها، موجودی‌ها، و دیگر دارایی‌های واقعی در اقتصاد آمریکا است، که واحد دلار را دارد. این نمودار، تصویری بصری از چگونگی افزایش ذخیرهٔ سرمایهٔ موجود کنونی توسط جریان سرمایه‌گذاری جدید و تخلیه آن توسط استهلاک جریان را ارائه می‌کند.